# Liga Provincial de Fútbol de Chincha
La Liga Provincial de Fútbol de Chincha pertenece al Departamento de Ica y fue fundada el 21 de abril de 1971. Esta liga obtiene al campeón y subcampeón provincial para competir en la Etapa Departamental de la Copa Perú. Este certamen es disputado anualmente por los campeones y subcampeones distritales de la misma provincia, generalmente esta etapa se realiza entre los meses de mayo y agosto.

## Ligas Distritales
La Liga Provincial está compuesta, históricamente por 9 de sus distritos oficiales, ubicados en la Costa de la Provincia.
- Liga Distrital de Alto Larán
- Liga Distrital de Chavín
- Liga Distrital de Chincha Alta
- Liga Distrital de Chincha Baja
- Liga Distrital de El Carmen
- Liga Distrital de Grocio Prado
- Liga Distrital de Pueblo Nuevo
- Liga Distrital de Sunampe
- Liga Distrital de Tambo de Mora

## Palmarés
Nota: Nombres y banderas de los equipos.
| Liga Provincial de Fútbol de Chincha | Liga Provincial de Fútbol de Chincha      | Liga Provincial de Fútbol de Chincha      | Liga Provincial de Fútbol de Chincha      | Liga Provincial de Fútbol de Chincha      | Liga Provincial de Fútbol de Chincha      |
| Año                                  | Campeón                                   | Distrito                                  | Subcampeón                                | Distrito                                  | Notas                                     |
| ------------------------------------ | ----------------------------------------- | ----------------------------------------- | ----------------------------------------- | ----------------------------------------- | ----------------------------------------- |
| 1976                                 | Real Madrid                               | Pueblo Nuevo                              |                                           |                                           |                                           |
| 1977                                 | Alejandro Villanueva                      | Chincha Alta                              |                                           |                                           |                                           |
| 1978                                 | Juventud Barrios Altos                    | Chincha Alta                              |                                           |                                           |                                           |
| 1979                                 | Juventud San Carlos                       | Chincha Alta                              |                                           |                                           |                                           |
| 1980                                 | Defensor Mayta Cápac                      | El Carmen                                 |                                           |                                           |                                           |
| 1981                                 | Deportivo Ipasa                           | Chincha Alta                              | Deportivo Capsa                           | Chincha Baja                              |                                           |
| 1982                                 |                                           |                                           |                                           |                                           |                                           |
| 1983                                 | 24 de Junio                               | Pueblo Nuevo (*)                          |                                           |                                           |                                           |
| 1984                                 |                                           |                                           |                                           |                                           |                                           |
| 1985                                 | 24 de Junio                               | Pueblo Nuevo (*)                          |                                           |                                           |                                           |
| 1986                                 | Once Estrellas                            | El Carmen                                 |                                           |                                           |                                           |
| 1987                                 |                                           |                                           |                                           |                                           |                                           |
| 1988                                 | Alejandro Villanueva                      | Chincha Alta                              |                                           |                                           |                                           |
| 1989                                 | Deportivo Sunampe                         | Sunampe                                   |                                           |                                           |                                           |
| 1990                                 |                                           |                                           |                                           |                                           |                                           |
| 1991                                 |                                           |                                           |                                           |                                           |                                           |
| 1992                                 |                                           |                                           |                                           |                                           |                                           |
| 1993                                 |                                           |                                           |                                           |                                           |                                           |
| 1994                                 | Independiente Los Ángeles                 | Chincha Alta                              | Unión Deportivo Hungaritos                | Sunampe                                   |                                           |
| 1995                                 |                                           |                                           |                                           |                                           |                                           |
| 1996                                 |                                           |                                           |                                           |                                           |                                           |
| 1997                                 | Deportivo Lurinchincha                    | Chincha Alta                              |                                           |                                           |                                           |
| 1998                                 |                                           |                                           |                                           |                                           |                                           |
| 1999                                 |                                           |                                           |                                           |                                           |                                           |
| 2000                                 | Domingo Dianderas                         | Chincha Alta                              | Juventud Once Amigos                      | El Carmen                                 |                                           |
| 2001                                 |                                           |                                           |                                           |                                           |                                           |
| 2002                                 | Santa Rita                                | Grocio Prado                              | Domingo Dianderas                         | Chincha Alta                              |                                           |
| 2003                                 | Eleven Boys                               | Chincha Alta                              |                                           |                                           |                                           |
| 2004                                 |                                           |                                           |                                           |                                           |                                           |
| 2005                                 |                                           |                                           |                                           |                                           |                                           |
| 2006                                 |                                           |                                           |                                           |                                           |                                           |
| 2007                                 | Juventud Miraflores                       | Chincha Alta                              | Juventud Palmeiras                        | El Carmen                                 |                                           |
| 2008                                 | Unión San Martín                          | Sunampe                                   | Dos de Mayo                               | Chincha Alta                              |                                           |
| 2009                                 | Juventud Media Luna                       | Grocio Prado                              | Defensor Mayta Cápac                      | El Carmen                                 |                                           |
| 2010                                 | Defensor Mayta Cápac                      | El Carmen                                 | Eleven Boys                               | Chincha Alta                              |                                           |
| 2011                                 | Juventud Palmeiras                        | El Carmen                                 | Unión La Calera                           | Alto Larán                                |                                           |
| 2012                                 | Defensor Mayta Cápac                      | El Carmen                                 | Juventud Balconcito                       | Chincha Alta                              |                                           |
| 2013                                 | Deportivo Los Bombones                    | El Carmen                                 | Unión La Calera                           | Alto Larán                                |                                           |
| 2014                                 | Once Amigos                               | El Carmen                                 | Unión La Calera                           | Alto Larán                                |                                           |
| 2015                                 | Parada de Los Amigos                      | Grocio Prado                              | Deportivo Gavilán                         | Pueblo Nuevo                              |                                           |
| 2016                                 | Unión La Calera                           | Alto Larán                                | Parada de Los Amigos                      | Grocio Prado                              |                                           |
| 2017                                 | Parada de Los Amigos                      | Grocio Prado                              | Juventud Balconcito                       | Chincha Alta                              |                                           |
| 2018                                 | Deportivo La Palma                        | Chincha Baja                              | Juventud Cruz del Rosario                 | Chavín                                    |                                           |
| 2019                                 | AJEC                                      | Sunampe                                   | Santos FC                                 | Chincha Alta                              |                                           |
| 2020                                 | No se disputó por la Pandemia de COVID-19 | No se disputó por la Pandemia de COVID-19 | No se disputó por la Pandemia de COVID-19 | No se disputó por la Pandemia de COVID-19 | No se disputó por la Pandemia de COVID-19 |
| 2021                                 | No se disputó por la Pandemia de COVID-19 | No se disputó por la Pandemia de COVID-19 | No se disputó por la Pandemia de COVID-19 | No se disputó por la Pandemia de COVID-19 | No se disputó por la Pandemia de COVID-19 |
| 2022                                 | Juventud Cruz del Rosario                 | Chavín                                    | Juventud Primavera                        | Pueblo Nuevo                              |                                           |
| 2023                                 | Amigos de San Luis                        | Alto Larán                                | Juventud Primavera                        | Pueblo Nuevo                              |                                           |
| 2024                                 | Juan XXIII                                | Chincha Baja                              | Asociación Cultural                       | Grocio Prado                              |                                           |
| 2025                                 | Transportistas Amigos del Barrio          | Tambo de Mora                             | Juventud Progreso                         | Grocio Prado                              |                                           |

- 24 de Junio es de Chincha Baja pero jugaba en la Liga de Pueblo Nuevo.